# Saratlas
 (juin 2025).
 (juin 2025).
Saratlas est une base de données qui recense l'ensemble des autoroutes et voies express en France et en Suisse. Elle a été créée au début des années 2000 par un groupe international d'amateurs et de passionnés du transport routier. Saratlas est régulièrement mis à jour et offre généralement des renseignements beaucoup plus précis que les cartes commerciales distribuées dans le commerce.[réf. nécessaire]
En 2006, un wiki, Wikisara, a été créé pour compléter la base de données et offrir un éclairage complet sur le réseau routier et autoroutier français.